# Le Petit Soldat
Le Petit Soldat es un cortometraje de animación francés, realizado por el animador Paul Grimault y premiado en el Festival de Venecia de 1948. Está basado en el cuento El soldadito de plomo, de Hans Christian Andersen.